# Tim Oermann
Tim Oermann (Bochum, 6 ottobre 2003) è un calciatore tedesco, difensore del Bochum. Dal 1 luglio giocherà un prestito allo Sturm Graz dal Bayer Leverkusen.

## Carriera

### Club
Cresciuto nel settore giovanile del Bochum, il 17 giugno 2022 firma il primo contratto professionistico con il club biancoazzurro, di durata biennale. Esordisce in prima squadra il 18 settembre, nella partita di campionato pareggiata per 1-1 contro il Colonia.

### Nazionale
Ha giocato nelle nazionali giovanili tedesche Under-20 ed Under-21.

## Statistiche

### Presenze e reti nei club
Statistiche aggiornate al 7 novembre 2022.
| Stagione        | Squadra         | Campionato      | Campionato | Campionato | Coppe nazionali | Coppe nazionali | Coppe nazionali | Coppe continentali | Coppe continentali | Coppe continentali | Altre coppe | Altre coppe | Altre coppe | Totale | Totale |
| Stagione        | Squadra         | Comp            | Pres       | Reti       | Comp            | Pres            | Reti            | Comp               | Pres               | Reti               | Comp        | Pres        | Reti        | Pres   | Reti   |
| --------------- | --------------- | --------------- | ---------- | ---------- | --------------- | --------------- | --------------- | ------------------ | ------------------ | ------------------ | ----------- | ----------- | ----------- | ------ | ------ |
| 2022-2023       | Bochum          | BL              | 4          | 0          | CG              | 0               | 0               | -                  | -                  | -                  | -           | -           | -           | 4      | 0      |
| Totale carriera | Totale carriera | Totale carriera | 4          | 0          |                 | 0               | 0               |                    | -                  | -                  |             | -           | -           | 4      | 0      |